# Ифк
Ифк (араб. الإفك‎) — событие в истории ислама, связанное с обвинениями в измене (зина) в адрес Аиши бинт Абу Бакр, жены пророка Мухаммеда, после сражения при Ухуде. Подробности этого инцидента можно найти в суре ан-Нур.
Согласно легенде, Аиша, ища утерянное ожерелье, покинула свой паланкин (подвижный дом на спине верблюда). Её верблюд, несущий паланкин, продолжил движение вместе с остальными войсками, и никто не обратил внимания на то, что Аиша отсутствует. В период отдыха сподвижник пророка, Сафван ибн аль-Муаттил, остановился в хвосте войска и заснул. При пробуждении он заметил неподалёку Аишу. Узнав её, он посадил Аишу на своего верблюда, и они пошли вслед за мусульманским войском, которое догнали, когда оно делало полуденный привал. Некоторые мунафики, присоединившиеся к войску пророка в этом походе, стали свидетелями того, как Сафван вёл верблюда, на котором находилась Аиша. Это привело к распространению ими слухов, которые были подхвачены и другими. Некоторые люди, такие как Ибн Салюль, Хассан ибн Сабит, Мистах ибн Усаса (двоюродный брат Абу Бакра), Хаммана бинт Джахш (сестра жены Мухаммада Зейнаб бинт Джахш), распространяли слухи об измене Аиши, в то время как Усама ибн Зейд защищал её. Али ибн Аби Талиб не занял определённой позиции, а просто сообщил Мухаммаду, что в случае необходимости можно легко найти другую женщину.
Мухаммад пришёл к Аише, чтобы обсудить этот инцидент. Здесь мнения разнятся: сунниты считают, что пророку был ниспослан аят, подтверждающий её невиновность, и обвинителям в клевете было назначено 80 ударов розгами. В то время как шииты полагают, что аят был ниспослан только в связи с этим случаем.
Этот инцидент упоминается в сборниках хадисов, сире ибн Хишама, ибн Асира, аль-Вакыди, ибн Саада и ат-Табари, и имеет важное значение в истории ислама. Считается, что отказ Аиши поддержать халифа Али был связан именно с его поведением при этом инциденте, что послужило началом первой фитны. Шииты отрицают данный инцидент.
Согласно трактовкам суннитских богословов, утверждение о возможности прелюбодеяния со стороны Аиши рассматривается как отрицание веры (куфр). Примером служат высказывания ибн Кудамы:

Упоминание слов «да будет ею доволен Аллах» — часть сунны при упоминании жён пророка, матерей правоверных, что чисты и невинны ото всякого зла. Лучшие из них — Хадиджа бинт Хувайлид и Аиша ас-Сиддика бинт ас-Сиддик, чья невинность подтверждена Аллахом, они — жёны пророка в дунье и ахирате. И тот, кто обвинит её в том, в чём Аллах оправдал её — кафир в отношении Всевышнего Аллаха.
Оригинальный текст (ар.)ومن السنة الترضي عن أزواج رسول الله صلى الله عليه وسلم أمهات المؤمنين المطهرات المبرآت من كل سوء ، أفضلهن خديجة بنت خويلد وعائشة الصديقة بنت الصديق التي برأها الله في كتابه زوج النبي صلى الله عليه وسلم في الدنيا والآخرة فمن قذفها بما برأها الله منه فقد كفر بالله العظيم

Согласно мнению рафидитов, аят, подтверждающий невиновность жён пророка в грехах, был ниспослан относительно конкретного инцидента, не отрицая, в принципе, возможности совершения прелюбодеяния.